# Cosmobruchus russelli
Cosmobruchus russelli là một loài bọ cánh cứng trong họ Bruchidae. Loài này được Bridwell miêu tả khoa học năm 1931.